# Máel Sechnaill mac Máele Ruanaid
Máel Sechnaill mac Máele Ruanaid, död 862, var en irländsk monark. 
Han var Irlands högkung mellan 840 och 862. 
Han är den första av Irlands storkungar som betraktas som helt historiskt bekräftade.  